# Holothuriidae
Holothuriidae è una famiglia di echinodermi; comprende alcuni esemplari noti volgarmente come cetrioli di mare.

## Generi
- genere Actinopyga Bronn, 1860
- genere Bohadschia Jaeger, 1833
- genere Holothuria Linnaeus, 1767
- genere Labidodemas Selenka, 1867
- genere Pearsonothuria Levin in Levin, Kalinin & Stonik, 1984

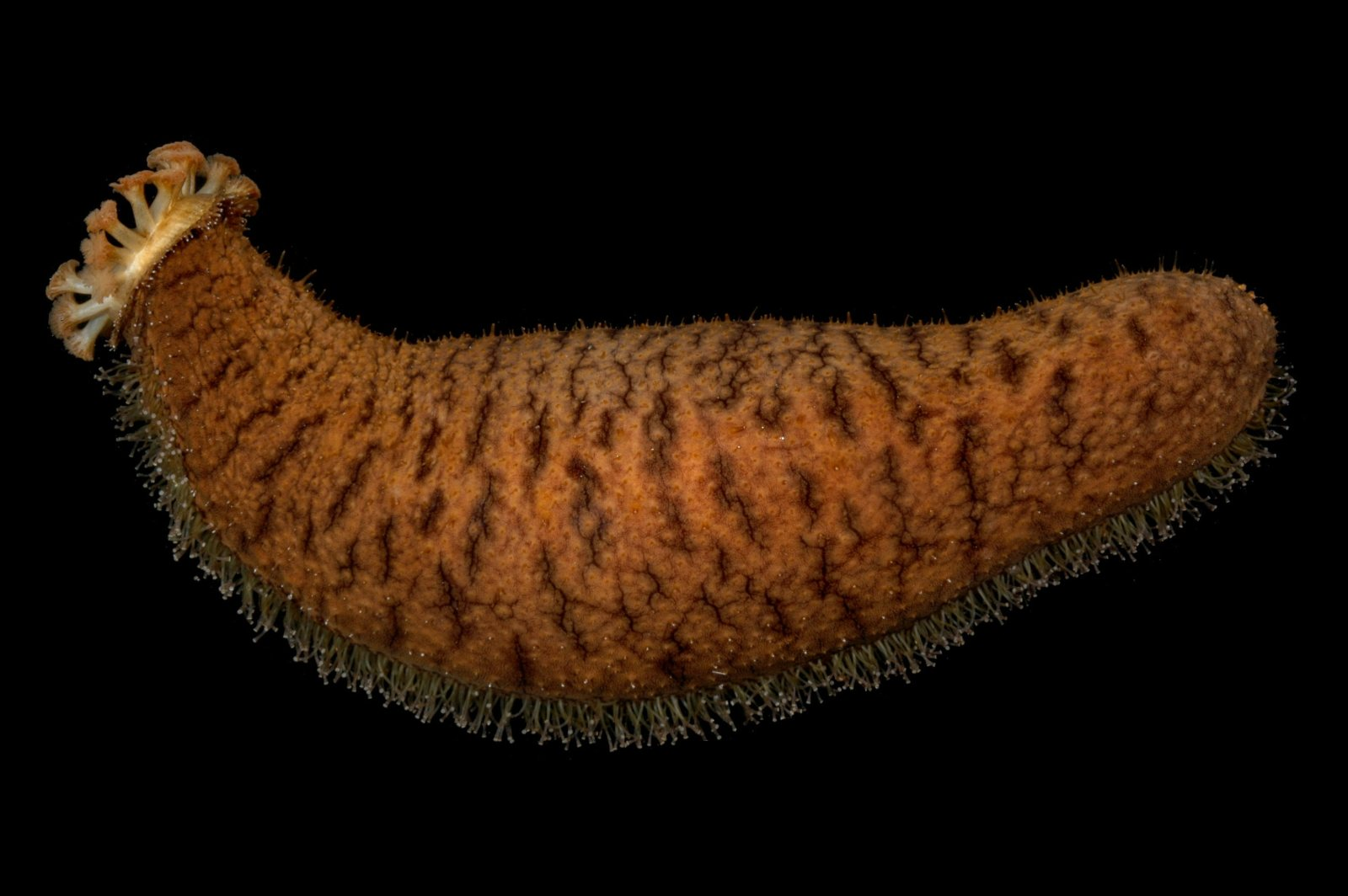
Actinopyga echinites
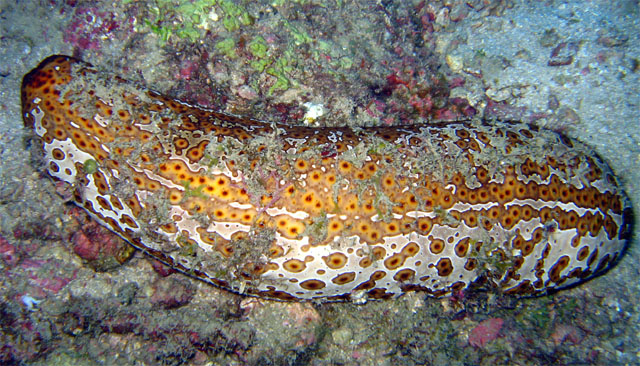
Bohadschia argus
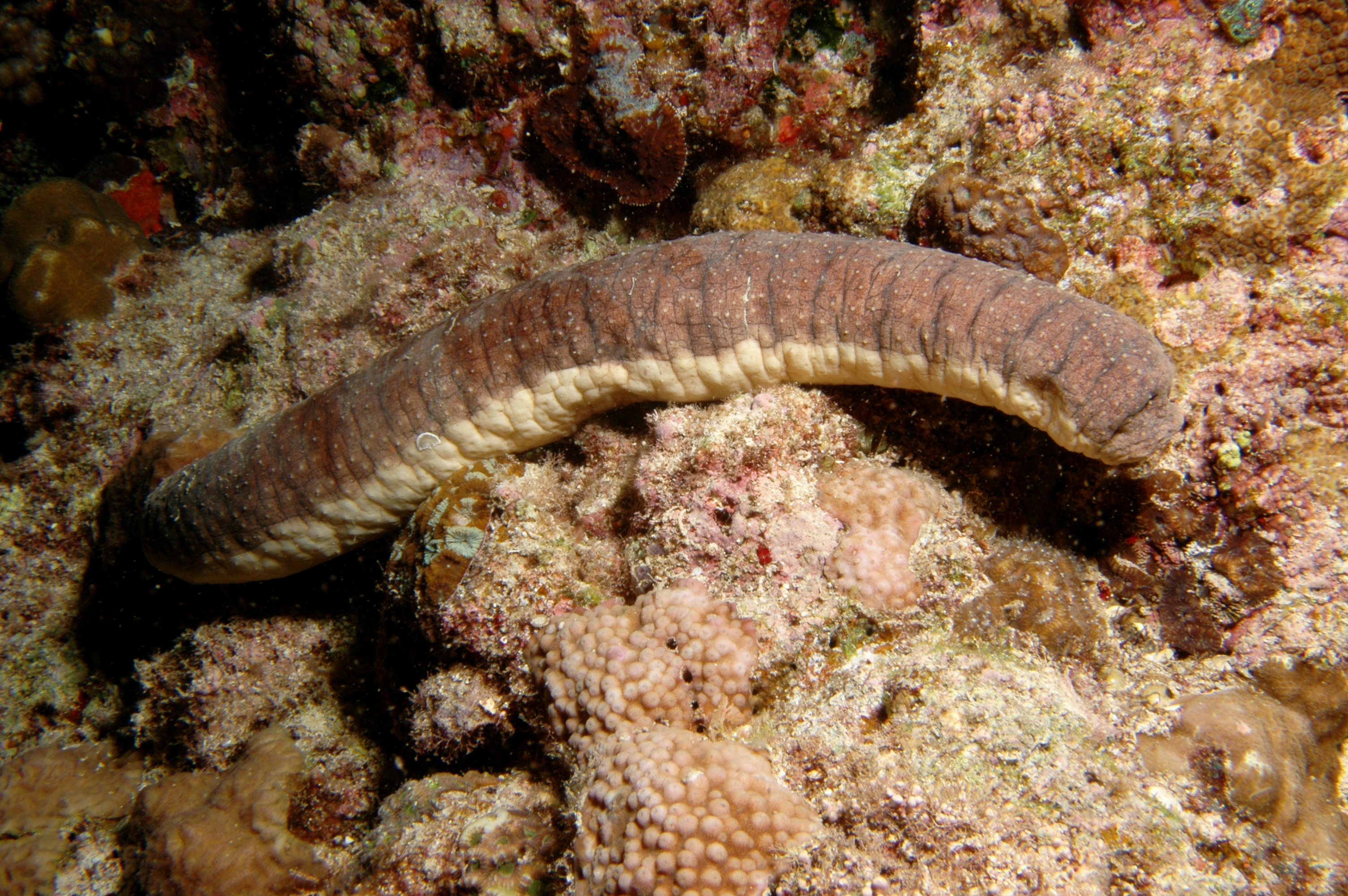
Holothuria edulis

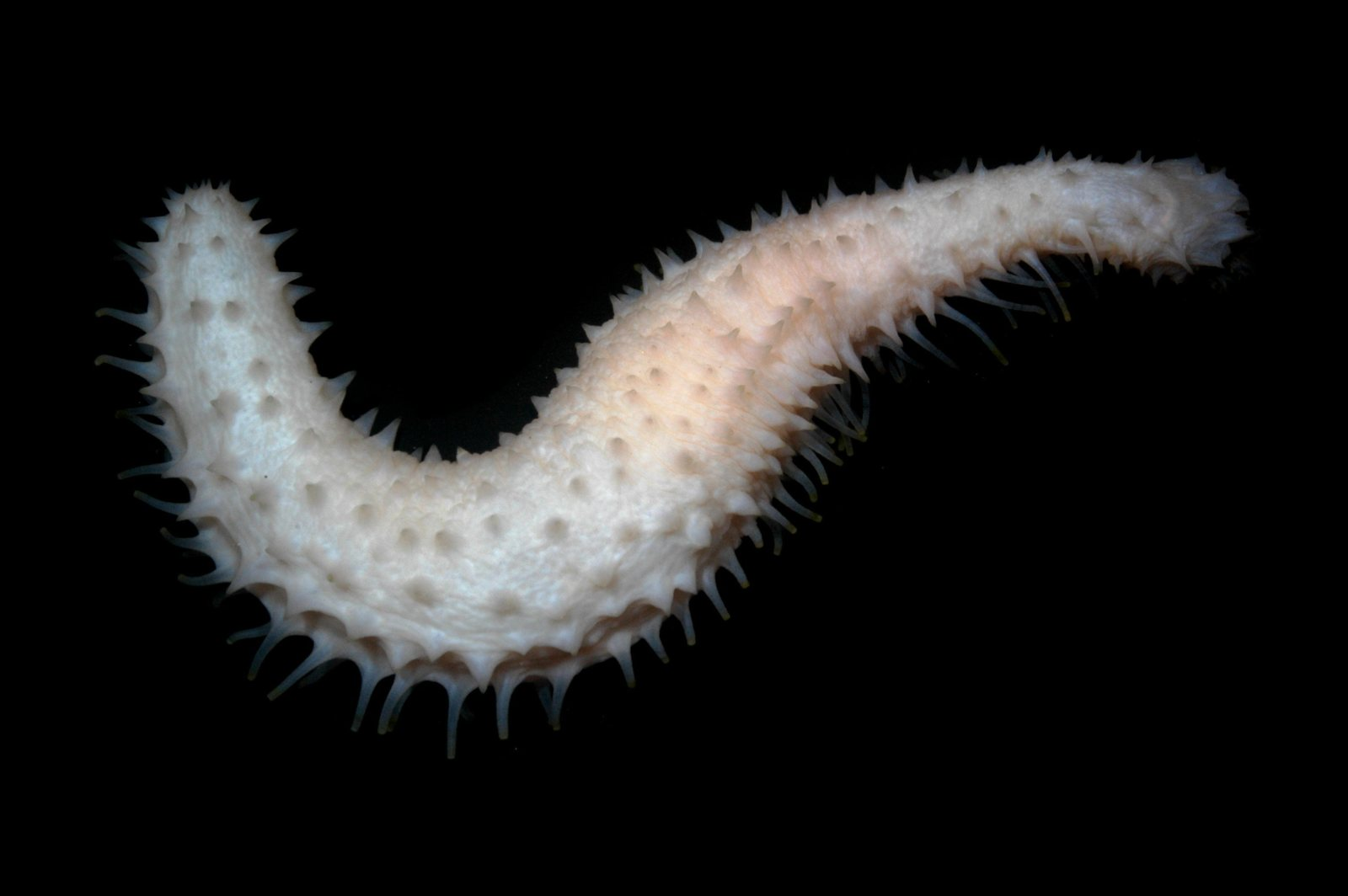
Labidodemas rugosum
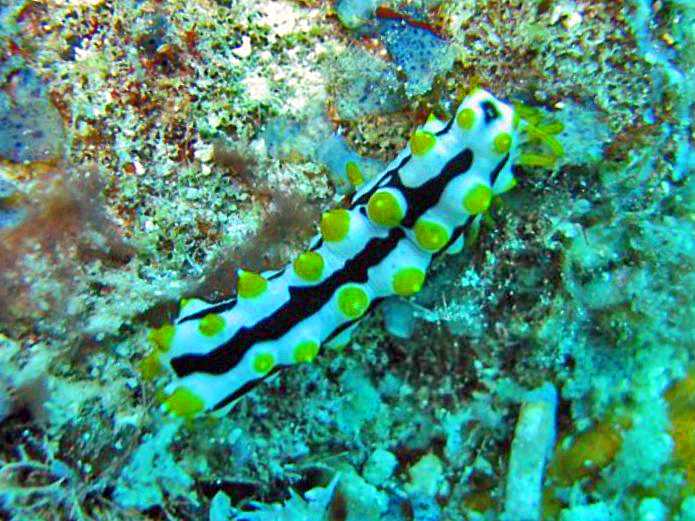
Bohadschia graeffei